# 생활상양광일양찬란
《생활상양광일양찬란》(중국어 간체자: 生活像阳光一样灿烂, 정체자: 生活像陽光一樣燦爛, 병음: Shēng huó xiàng yáng guāng yī yàng càn làn 성훠샹양광이양찬란[*])은 2020년 방송되었던 중국의 드라마이다.

## 소개
- 딩크가 되고 싶은 젊고 예쁜 화이트칼라 여성 백찬란은 아들이 있는 이혼남 조양광을 만났을 때 보물을 주운것처럼 과감하게 행복한 가정을 꾸몄다. 딸이 갖고 싶은 조양광은 아이를 낳지 않겠다는 그녀의 마음을 온갖 방법으로 무너뜨리려 하지만 연이어 실패한다. 장모에게 도움을 청하여 전방위적이고 심층적이며 다각적인 공방전을 벌였지만 백찬란에게 들통이 나고 조양광이 둘째 아이의 꿈을 가슴에 묻기로 했을 때 백찬란이 임신을 했다는 기쁜 소식이 전해지면서 이로 인해 발생하는 여러 가지 이야기를 그린 드라마

## 등장 인물
- 송가 (宋佳) - 백찬란 역
- 원홍 (袁弘) - 조양광 역
- 류운 (刘芸) - 서재동 역
- 투쑹옌 - 우주 역
- 이평 (李萍) - 범패패 역
- 곽개민 (郭凯敏) - 백택명 역
- 방자빈 (房子斌) - 성호 역
- 장반정자 (张潘靓子) - 백일락 역
- 장식록 (张植绿) - 성천요 역
- 뤼윈충 (吕云骢) - 조화염 역